# Arun Shenoy

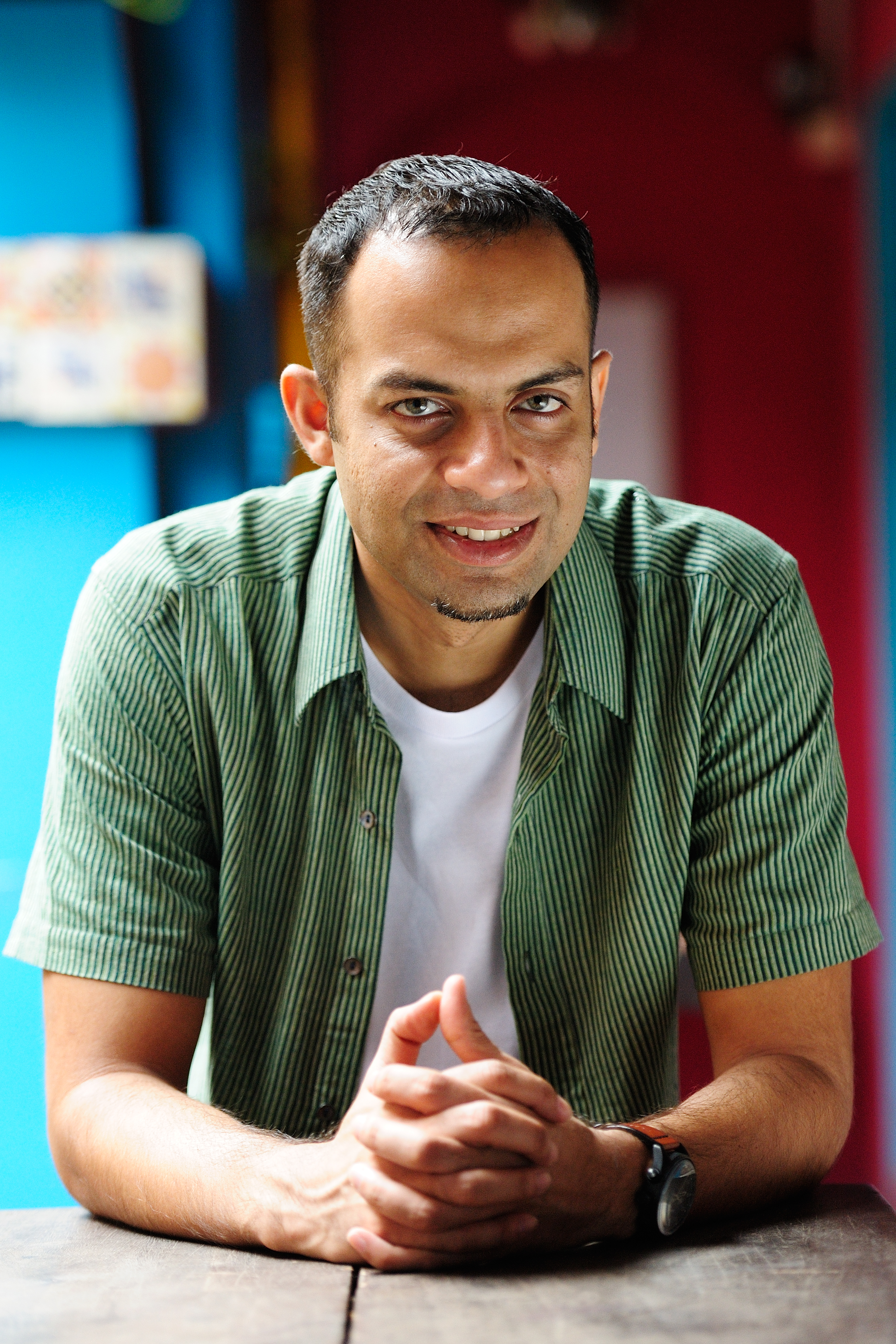
Arun Shenoy (2013)

Arun Shenoy (* 30. April 1978 in Manipal, Karnataka) ist ein in Singapur lebender indischer Musiker und Musikproduzent.

## Biografie
Arun Shenoy ging in Bangalore zur Schule und besuchte dort das St Josephs Arts and Science College. Von 1995 bis 1999 erwarb er sich einen Bachelorabschluss in Informatik am Manipal Institute of Technology. Danach arbeitete er unter anderem für IBM, bevor er 2003 an die Nationaluniversität Singapur wechselte, um dort ein Masterstudium aufzunehmen.
Shenoy ließ sich in Singapur nieder und wandte sich der Musik zu. Er gründete sein eigenes Produktionslabel und produzierte die Debüt-EP der US-Rocksängerin Tanadra und das Debütalbum der Band Kalinga. Daneben nahm er auch eigene Musik auf. Sein erstes Projekt war ein Album, in dem er spanische Zigeunerrumba (Rumba-Flamenco) mit Rock und anderen Genres mischte. 2010 erschien die EP Sol und zwei Jahre später das Album Rumbadoodle mit instrumentalen Gitarrenstücken. Bei den Grammy Awards 2013 wurde es in der Kategorie Bestes Instrumentalalbum – Pop für eine Auszeichnung nominiert.

## Diskografie
Alben
- Sol (EP, 2010)
- Rumbadoodle (2012)